# Fribourg

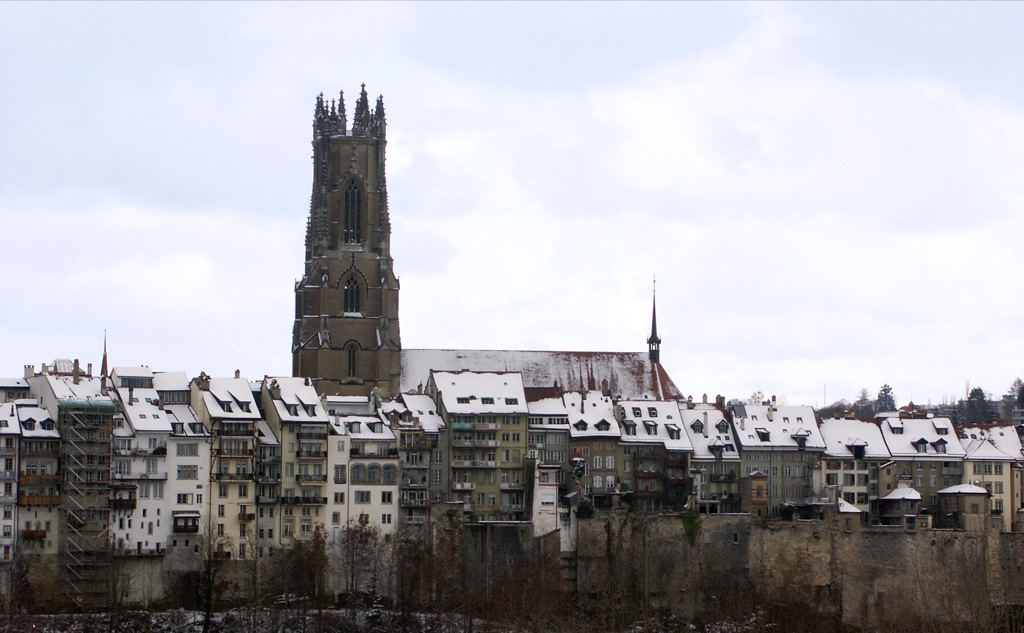
Fribourg med katedralen.

För andra betydelser, se Fribourg (olika betydelser).
Fribourg (franska) (franskt uttal: [fʁibuʁ]
 ( lyssna), tyska: Freiburg eller Freiburg im Üechtland, italienska: Friburgo) är en stad och kommun i distriktet Sarine i kantonen Fribourg, Schweiz. Staden är huvudort i kantonen med samma namn. Kommunen hade 38 660 invånare (2023).
Staden grundades 1157 av Berchtold IV av Zähringen och gav staden samma rättigheter som Freiburg im Breisgau. Efter huset Zähringens utslocknande kom Fribourg under grevarna av Kyburg, och 1277 under huset Habsburg. 1452-77 var staden införlivad med Savojen. 1481 upptogs staden med omgivande kanton i det schweiziska edsförbundet. Fribourg blev biskopssäte 1613 efter att under 1500-talet varit centrum för motreformationen.
Det aristokratiska styrelseskicket utvecklades snabbare i Fribourg än i många andra schweiziska städer, och under början av 1800-talet var Fribourg ofta skådeplats för revolter och inbördeskrig.
Medeltida bebyggelse finns bevarad i staden. Bland den märks den gotiska katedralen Sankt Nikolaus, och rådhuset från början av 1500-talet med ett åttkantigt klocktorn. Staden här även flera ståtliga gamla stenbroar över floden Sarine. Staden har även ett katolskt universitet, grundat 1889.
Staden är tvåspråkig med en franskspråkig majoritet och en betydande tyskspråkig minoritet.